# 挿弾子

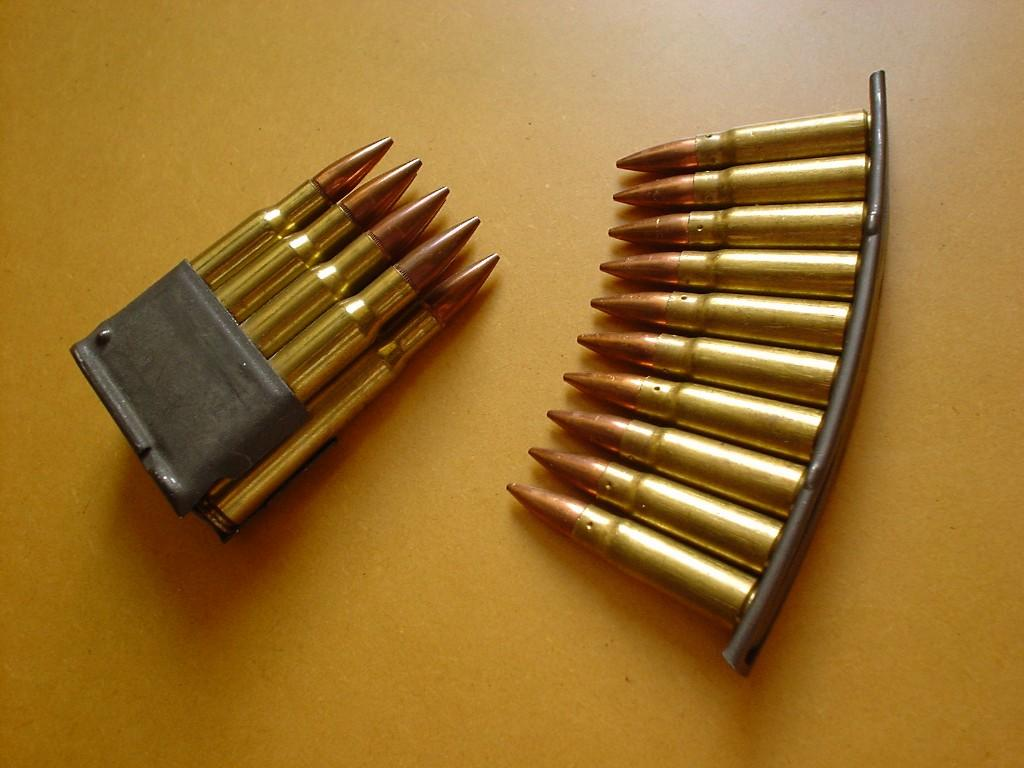
M1ガーランド小銃用エンブロック・クリップ（左）と、SKSカービン用ストリッパー・クリップ（右）

挿弾子（英: Clip）あるいはクリップは、火器に複数個の弾薬を装填する際に用いる器具である。挿弾子を用いると、手で1発ずつ装填するよりも非常に素早く再装填が行える。形状や用途によって数種類に分類され、いずれも繰り返しの使用を前提としない安価なプレス加工で成形されている。
小銃や拳銃のほか、ボフォース 40mm機関砲のような火砲でも装填のために類似した器具を使うことがある。

## 定義
日本の防衛省では、clipまたはcartridge clipの訳語として挿弾子またはクリップを当て、「弾倉への装弾を容易にするために用いる弾薬の保持具。一般に数発の弾薬を保持する。」と定義している。
英語圏では、しばしば挿弾子（Clip）と弾倉（Magazine）という用語が同一視される。装填の補助具である挿弾子と、射撃に際し弾薬を保持する弾倉を厳密に区別するべきとする立場がある一方、組織や国による定義の差のため、これらを厳密に分離することは困難とする立場もある。例えば、イギリス軍が1929年に作成した『小火器教本』（Textbook for Small Arms）では、弾倉に弾薬を装填するための器具、すなわちアメリカにおいてストリッパー・クリップと称される種類の挿弾子を、チャージャー（Charger）と定義し、弾薬と共に弾倉に装填され、弾倉が空になった時点で排出される器具、すなわちアメリカにおいてエンブロック・クリップと称される種類の挿弾子を、クリップ（Clip）と定義する。また、発射に備えて弾薬を保持する銃のパーツを、マガジン（Magazine）と定義する。これらの定義に従えば、例えばピストルなどの弾倉は、銃本体から構造上分離しているため、マガジンではなくクリップに含まれうるとも解釈できる。

## 主な種類

### ストリッパー型
ストリッパー・クリップ（stripper clip）または単にチャージャー（charger）と呼ばれるタイプの挿弾子は、弾倉への装填を迅速にするためだけのものであり、これを使用する火器・弾倉は装填にクリップを必ずしも必要としない。多くの場合、火器の機関部やボルトに挿弾子取付用の溝がある。ボルトや遊底の開放時にこれを銃へはめ込み、指で押し込まれた弾薬が挿弾子から外れて（stripping）内部の弾倉へ送られるのである。その後、使用済みのクリップは取り外され、再利用または廃棄される。クリップを用いない場合、弾倉に弾薬を一発ずつ手作業で装填することができる。
形状からいくつかの種類に分けられる。最も初期に考案されたのは、内側に弾薬を固定するための板バネを組み込んだ構造のもので、ドイツのモーゼルGew98小銃などで使われた。次に開発されたのは、板バネの代わりに、本体の一部に切り起こしを設けた構造のものである。一体型のものは、第一次世界大戦中にモーゼル小銃用挿弾子の戦時省力型として初めて考案されたが、真鍮製で強度に不安があり、長くは使われなかった。この構造を備える実用的な挿弾子としては、1940年代後半にソビエト連邦で開発されたSKSカービン用鋼鉄製挿弾子が最初である。そのほか、バネの代わりに一体型の側壁を設けた構造のものもある。これは主にリムド弾を保持するために設計されたもので、イギリスのリー・エンフィールド小銃用挿弾子、ソ連のモシン・ナガン小銃用挿弾子が代表例である。

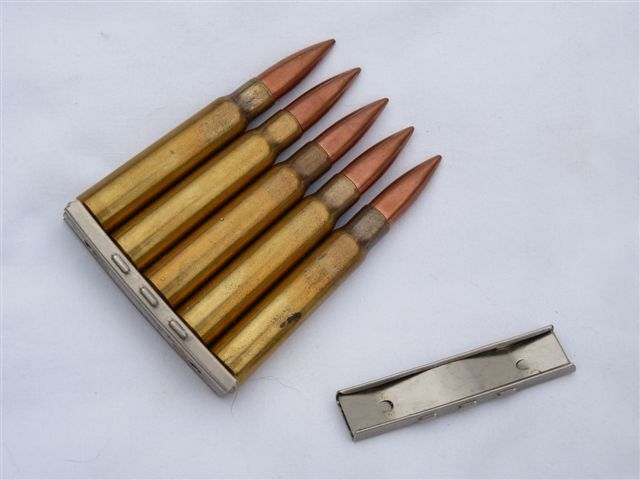
モーゼル小銃用ストリッパー・クリップ
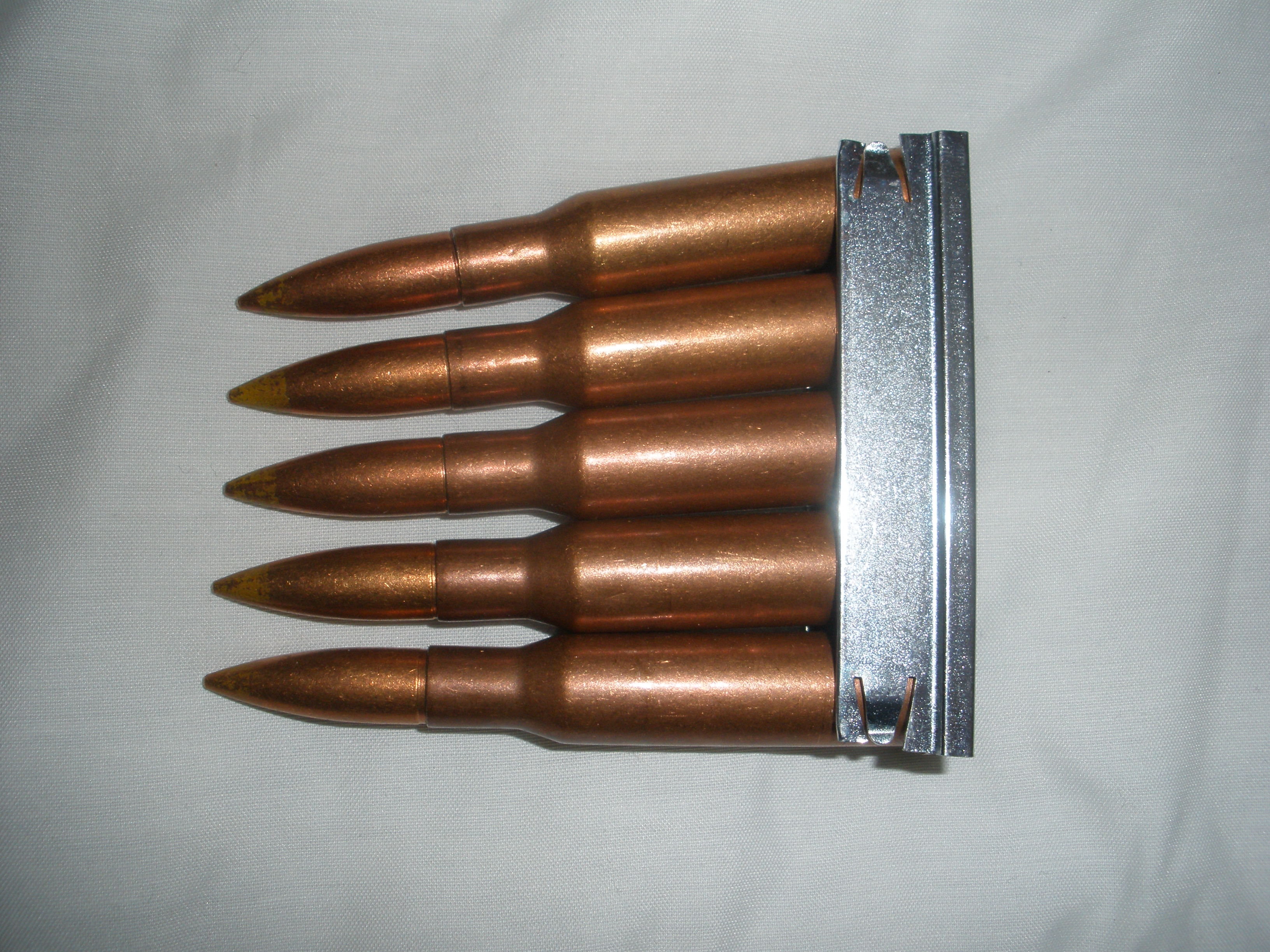
モシン・ナガン小銃用ストリッパー・クリップ
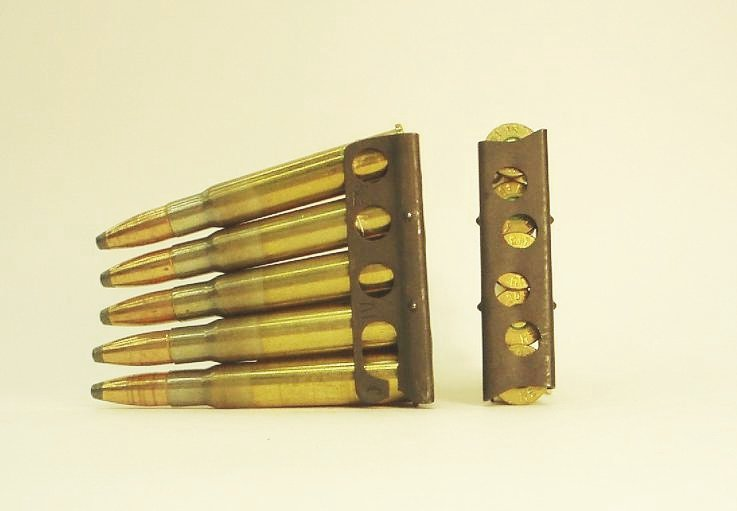
リー・エンフィールド小銃用ストリッパー・クリップ
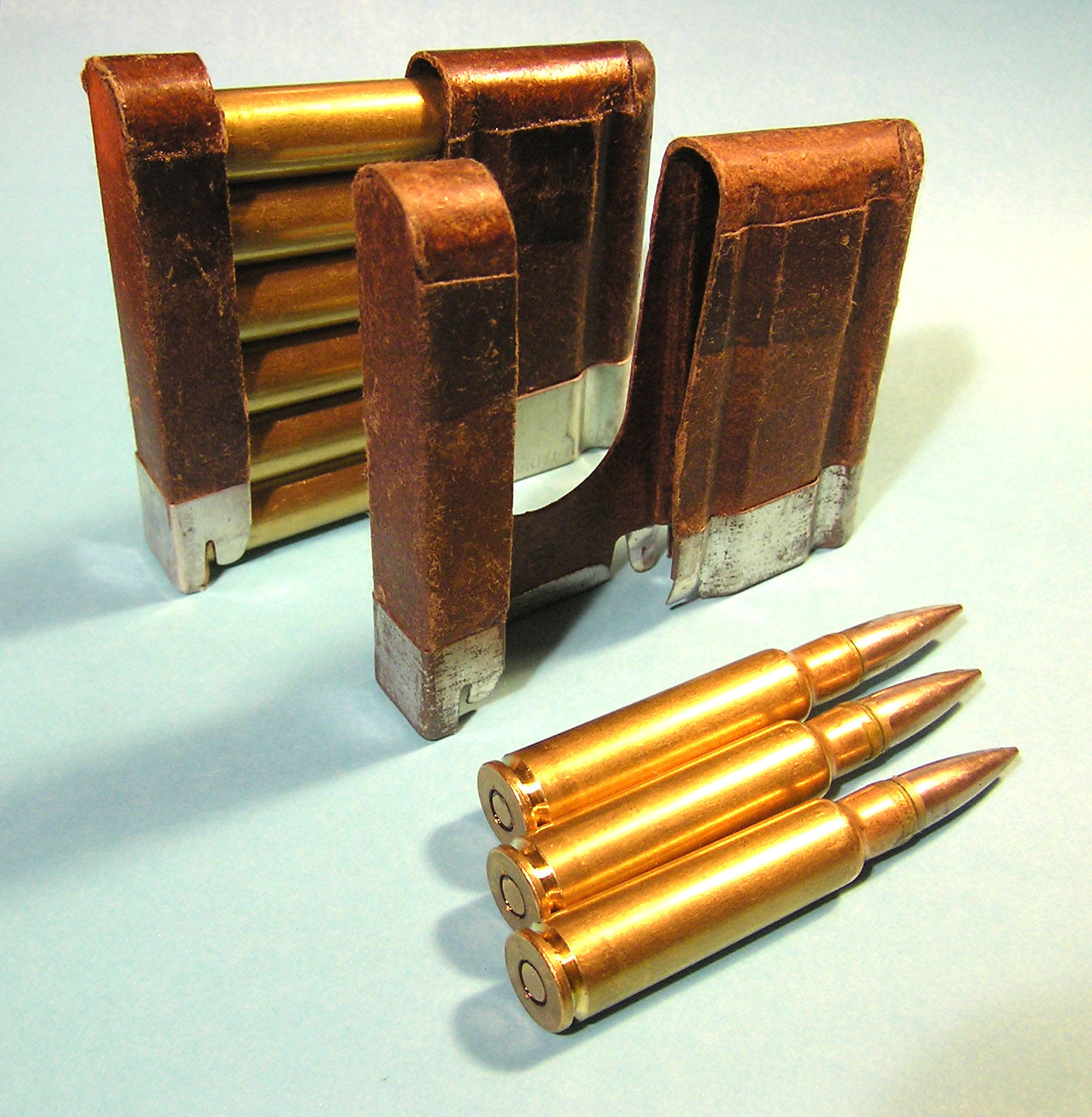
K31（英語版）小銃用のストリッパー・クリップ。側壁を設けた構造の一形態で、革製のパーツが弾薬の要所を保護している
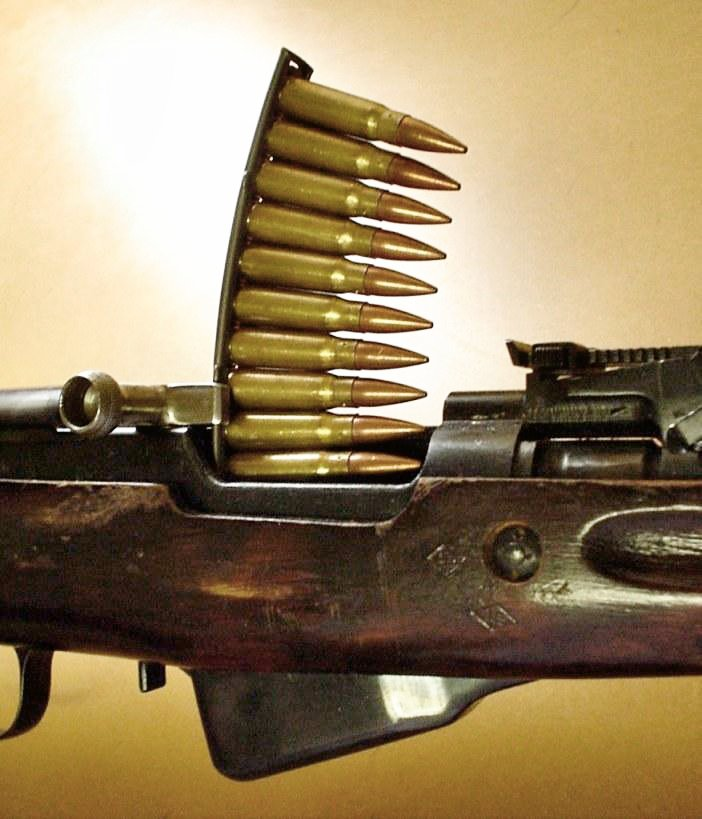
ストリッパー・クリップを用いてSKSカービンの固定式弾倉に装填する様子
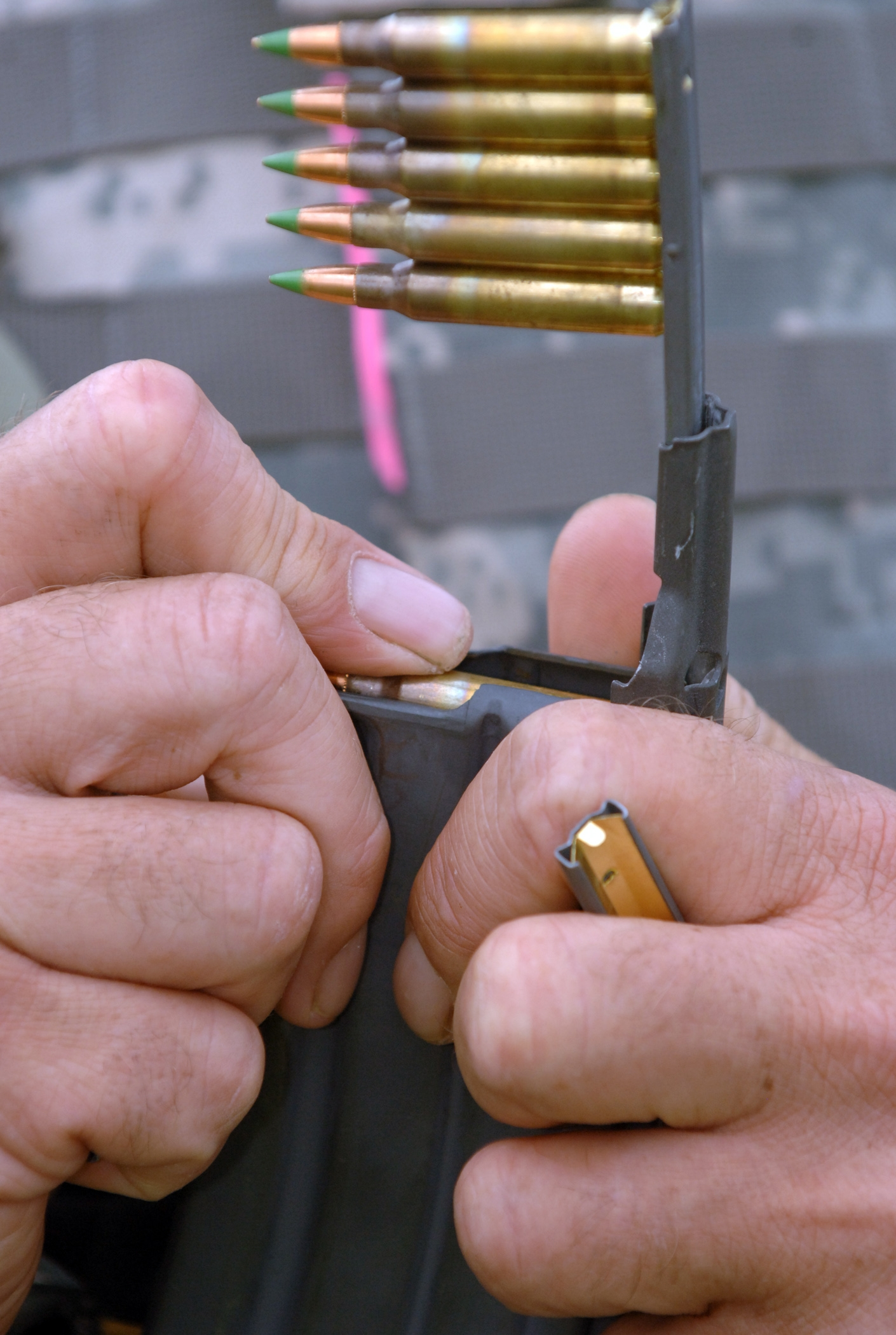
ストリッパー・クリップを用いてM16用の着脱式弾倉（STANAG マガジン）に装填する様子
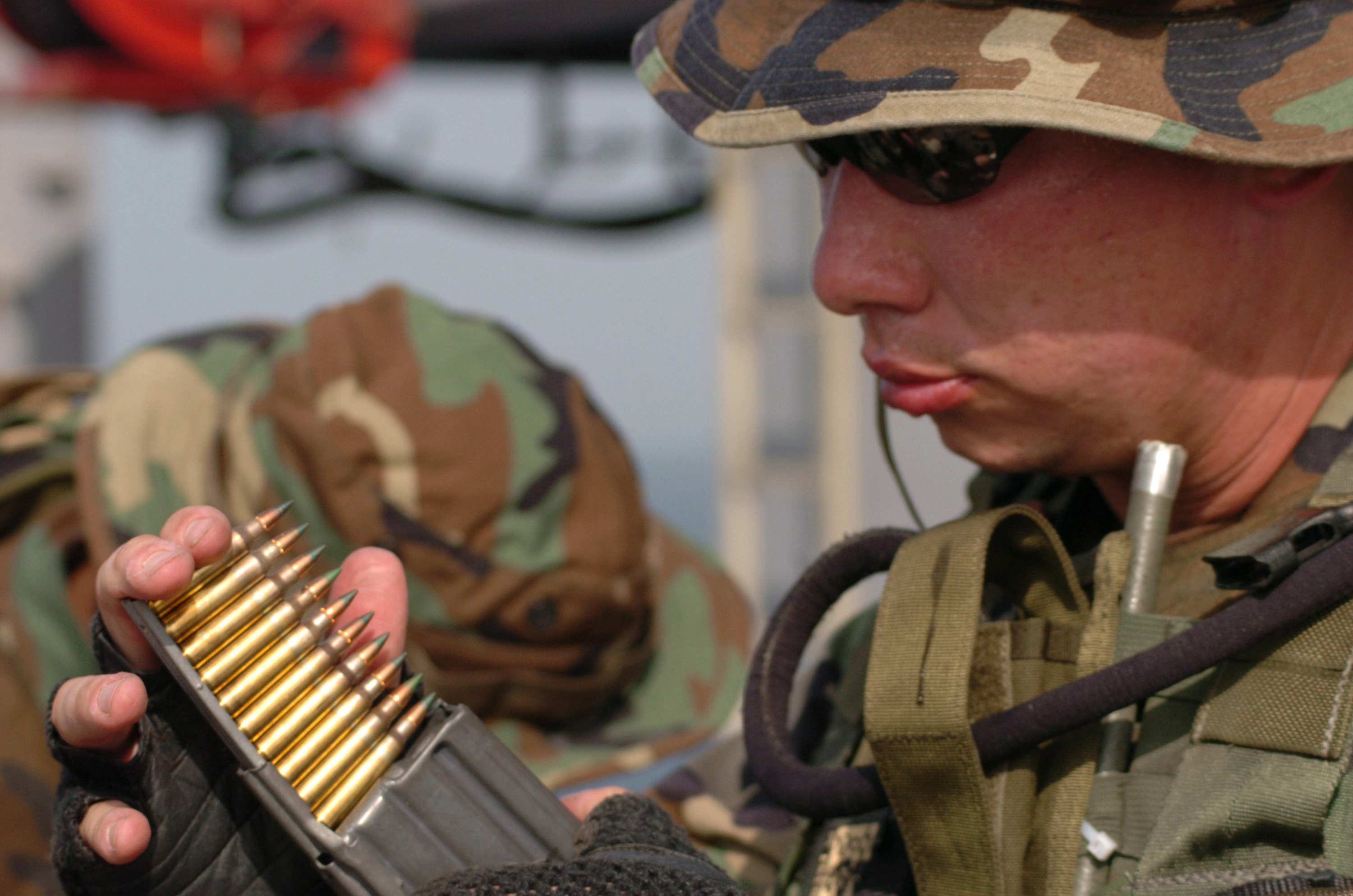
ストリッパー・クリップを用いてM16用の着脱式弾倉に装填する様子
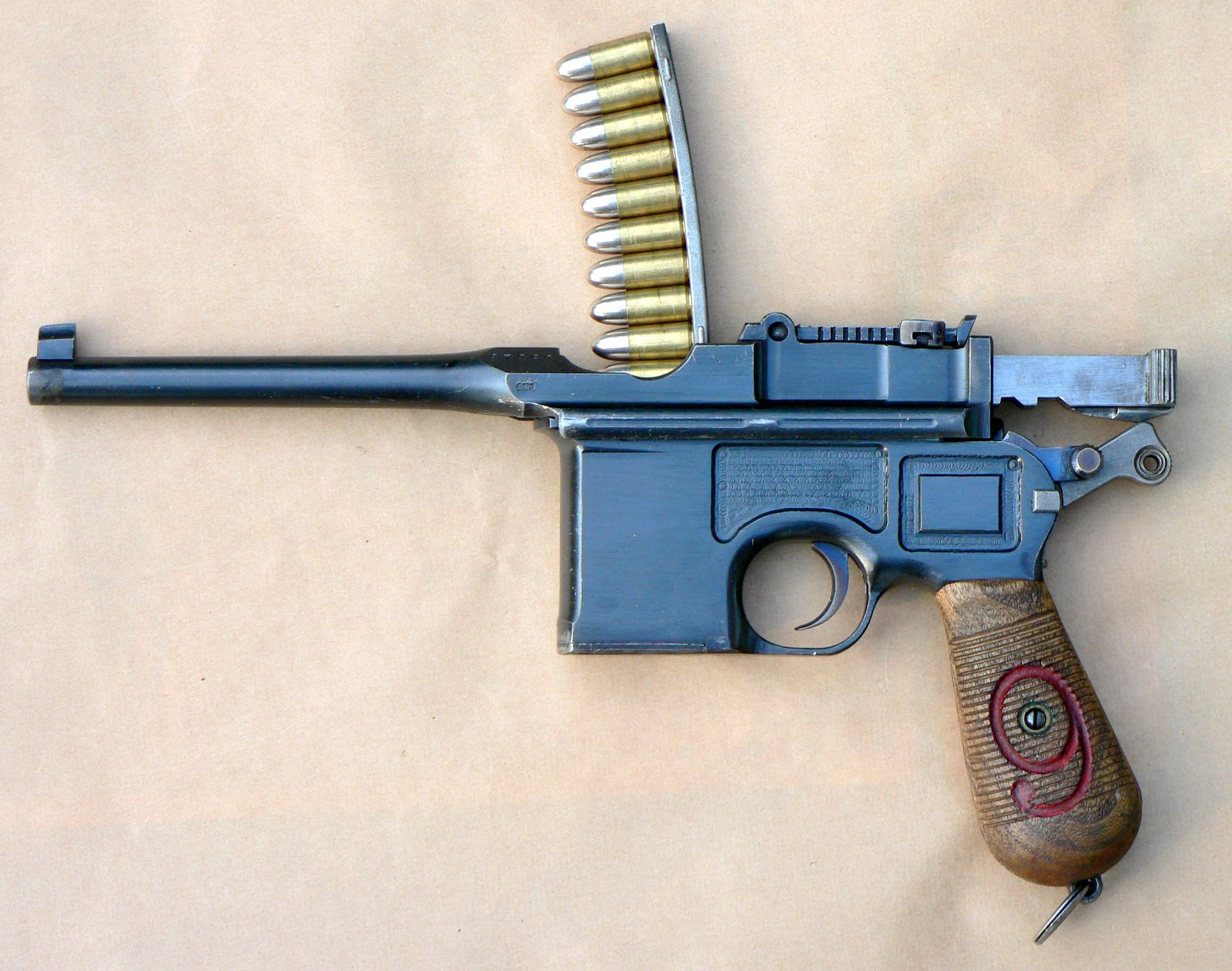
モーゼルC96拳銃と専用のストリッパー・クリップ。レッド9と呼ばれる9x19mmパラベラム弾仕様のもの

### エンブロック型
エンブロック・クリップ（En bloc clip）と呼ばれるタイプの挿弾子は、銃弾と挿弾子を"一括にして"（En bloc）弾倉へ装填するものである。挿弾子自体は装填時ないし最終弾発砲後に排出される。銃によっては弾倉内で弾薬を押さえる働きを担っており、その種の銃はクリップがないと弾倉に弾を保持できなくなってしまう。エンブロック・クリップは2人の全く見ず知らずの銃器技師がほぼ同時に開発したと言われている。すなわち、1890年式リー小銃の開発者ジェームズ・パリス・リーと、M1885小銃の開発者フェルディナント・マンリッヒャーの2人である。
ドイツのGew88小銃、フランスの1890年式ベルティエ小銃、イタリアのベッテルリ＝ヴィタリM1870/87/15小銃やカルカノM1891小銃、オーストリア＝ハンガリー帝国のM1895小銃、ハンガリーの35M小銃、アメリカのM1895 リー・ネイビーやM1ガーランドなどがエンブロック・クリップを使用する銃として知られている。
マンリッヒャー型のエンブロック・クリップは、非対称の形状で単方向からの装填しか行えなかったが、Gew88やカルカノでは左右対称のものが採用されている。また、後にジョン・ペダーセン技師は逆方向での装填が可能なエンブロック・クリップを開発し、これは、ジョン・ガーランド技師がM1ガーランドで採用している。

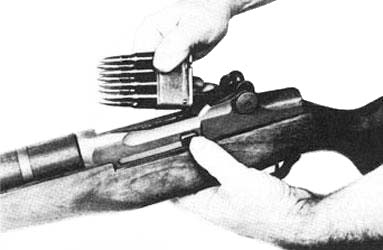
M1ガーランド小銃に銃弾を装填する様子。最終弾を発砲すると、空薬莢と使用済みエンブロック・クリップが自動排出される
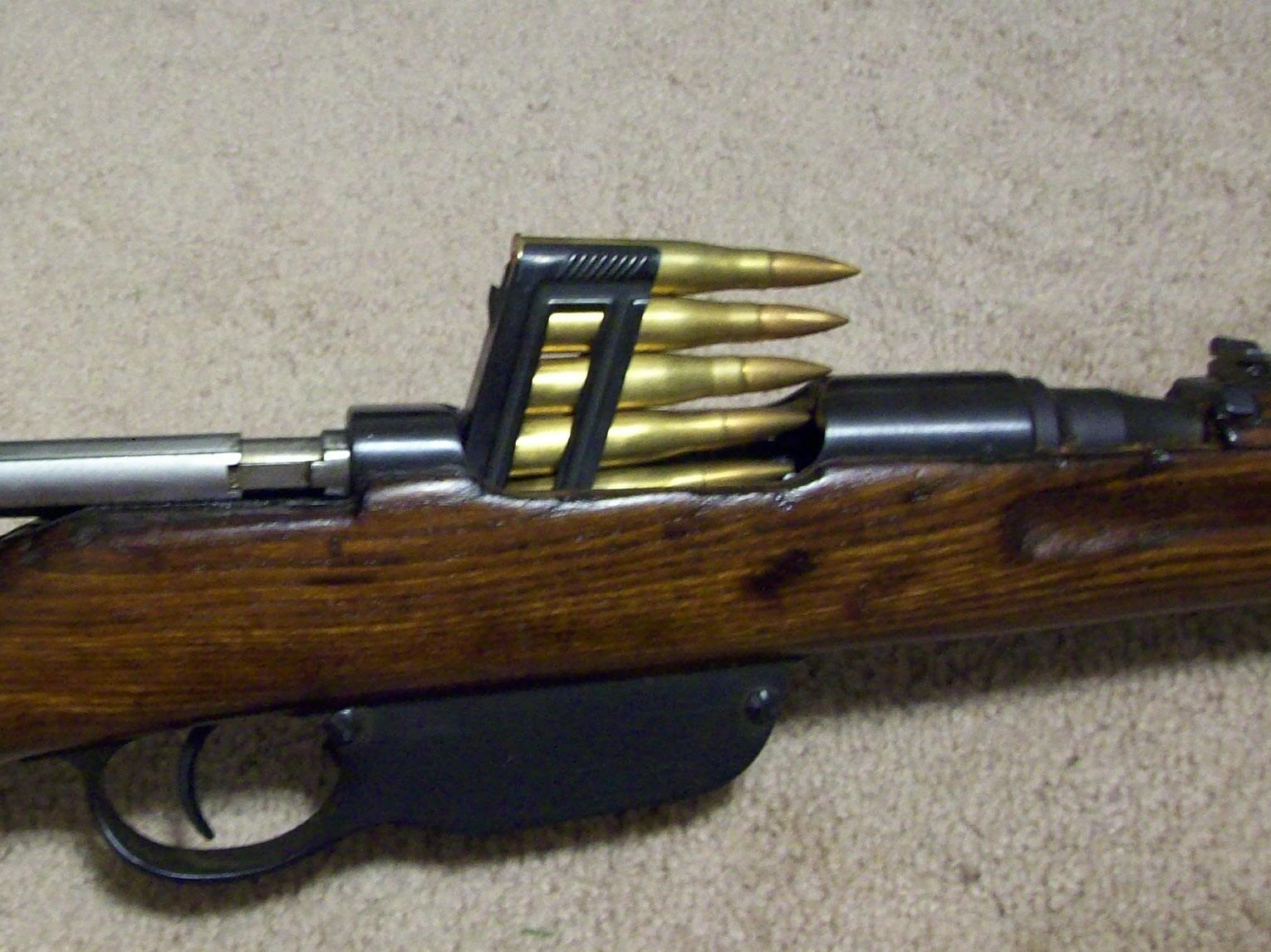
M1895小銃にエンブロック・クリップを挿入する様子。最終弾が薬室へ装填されると、使用済みエンブロック・クリップは弾倉の下面にある排出口から自重で落下する
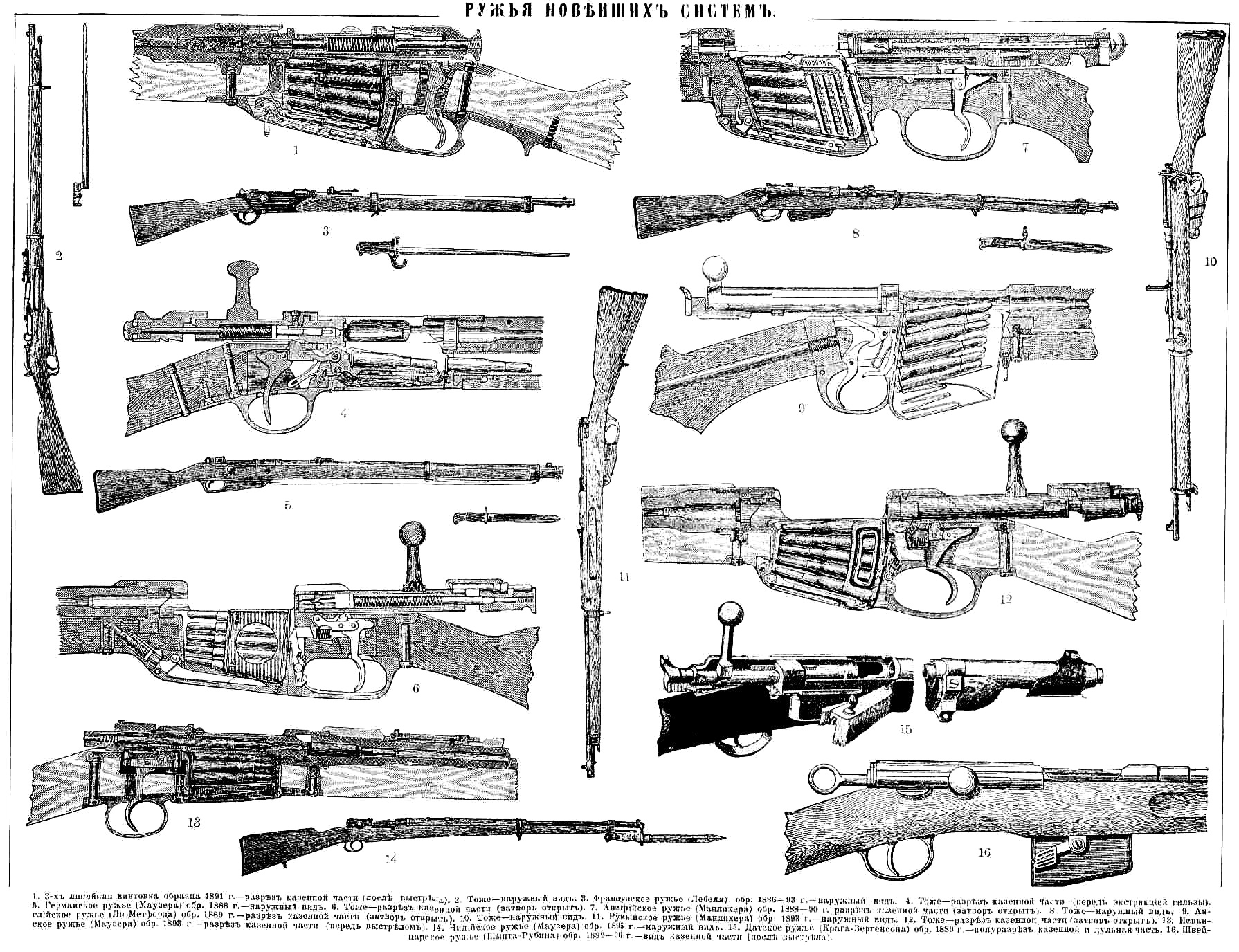
各種小銃の断面解説図。左下6番がGew88小銃、右上7番の画像がM1888小銃、12番がM1895小銃オランダ型
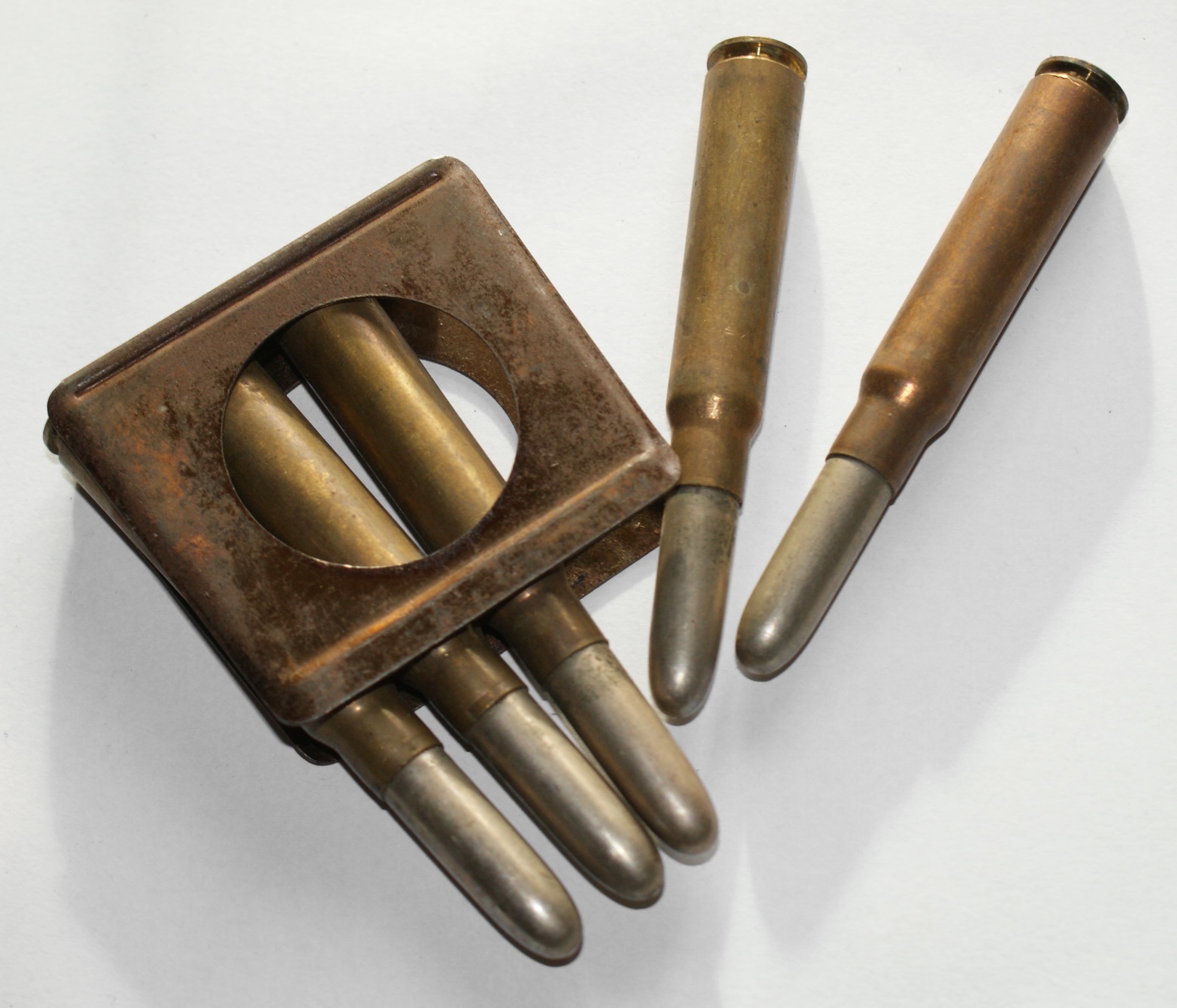
Gew88小銃用のエンブロック・クリップ
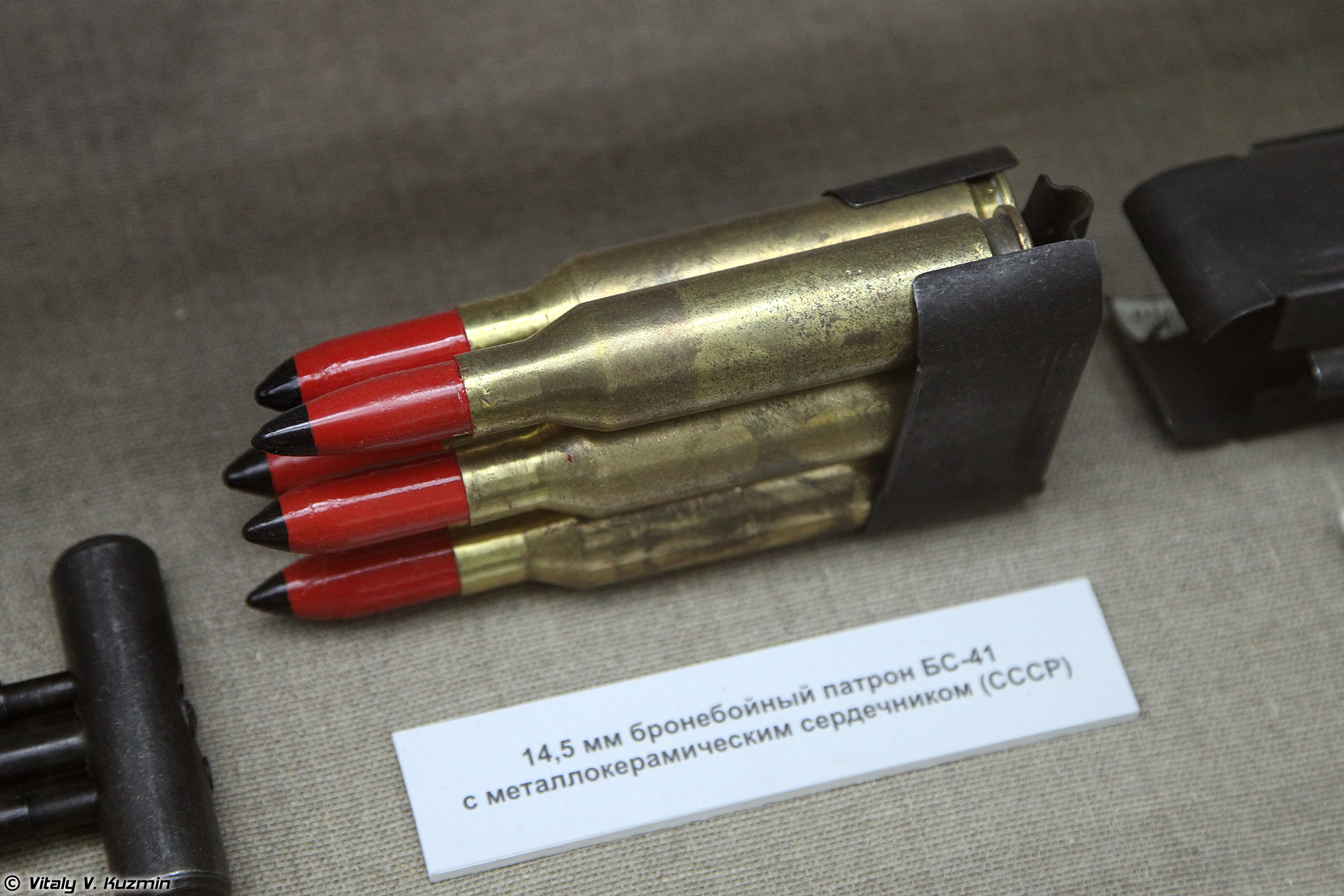
PTRS対戦車銃用のエンブロック・クリップ

### ムーン/ハーフムーン型
ムーン・クリップ（moon clip）と呼ばれるタイプの挿弾子は、回転式拳銃用の挿弾子である。円形ないし星形で銃のシリンダーをすべて埋める数の弾薬を保持する。これを用いると構造上リボルバーに使うのが困難なリムレスの弾薬を使用でき、また、薬莢や撃ち残した弾薬を取り出す際に散らばることがない。しかし、撃ち終えた薬莢をクリップから取り外すのは極めて難しく、専用工具の使用が前提となる。また、かさばって携帯に不便、変形しやすく、わずかに変形しただけで射撃に差し支える、といった欠点がある。携帯しやすいように、かつ少しでも変形を防げるようにとハーフムーン・クリップが採用された。ハーフムーン・クリップは銃のシリンダーの半分をカバーする数の弾薬を保持し、全弾装填のためにはクリップが2つ必要になる。
ムーン・クリップは、第一次世界大戦前に考案された。例えば、1901年にアメリカで特許が取得された、J・D・ガーフィールド（J.D Garfield）とH・W・ラーソン（H.W. Larsson）の「リボルバー用ローディング・パック」（Loading Pack for Revolvers）は、この種の発明として最初期のものの1つである。また、同じくアメリカのエルマー・E・ニール（Elmer E. Neal）は、1908年にローディング・パック（Loading Pack）、1909年にカートリッジ・ホルダー（CARTRIDGE HOLDER）の名称で、それぞれ特許を取得している。
第一次世界大戦の勃発後、アメリカでは新式のM1911ピストルの調達が難航し、既存の民生用回転式拳銃と同じ設備で製造可能なM1917リボルバーの調達が行われた。この際、リムレス弾である.45ACP弾を使用するために、スミス&ウェッソン社社長ジョセフ・ウェッソン（Joseph Wesson）が、専用のハーフムーン・クリップを考案した。

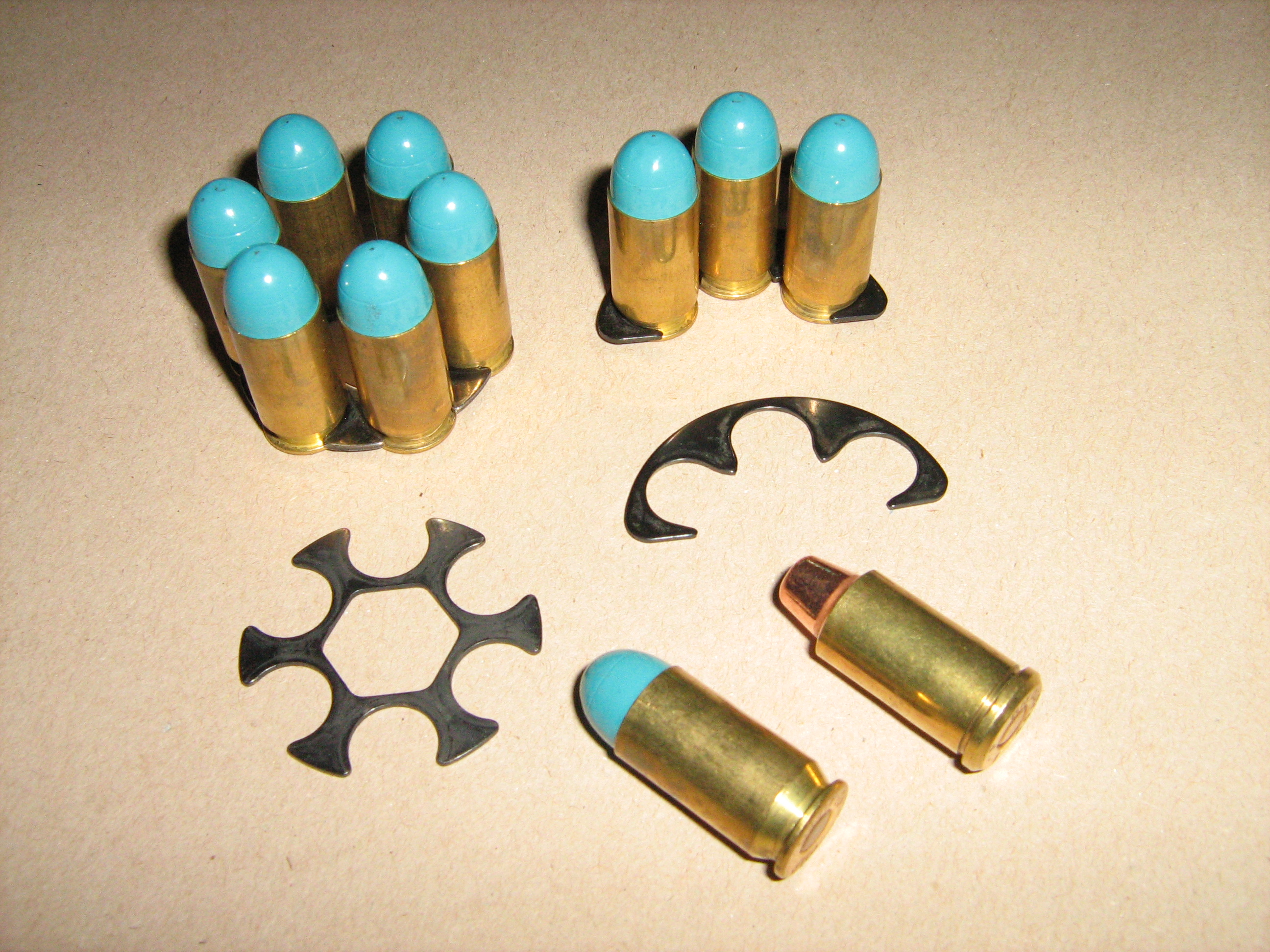
.45ACP弾用のムーン・クリップとハーフムーン・クリップ
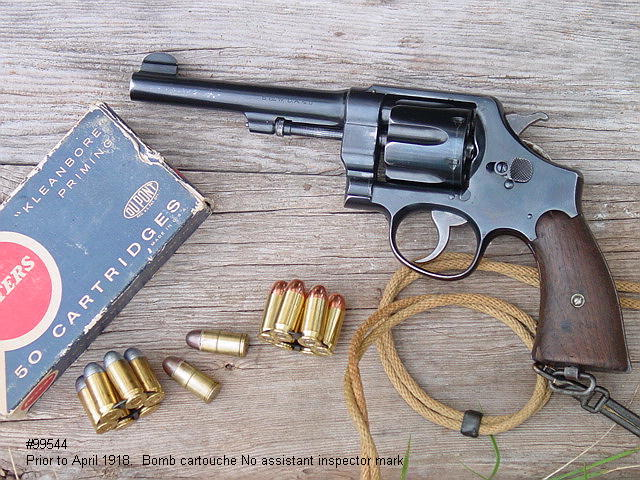
S&W M1917拳銃と2つの.45ACP弾用ムーン・クリップ。中央の2発は.45オートリム弾（英語版）で、ムーン・クリップを用いず装填するために開発された
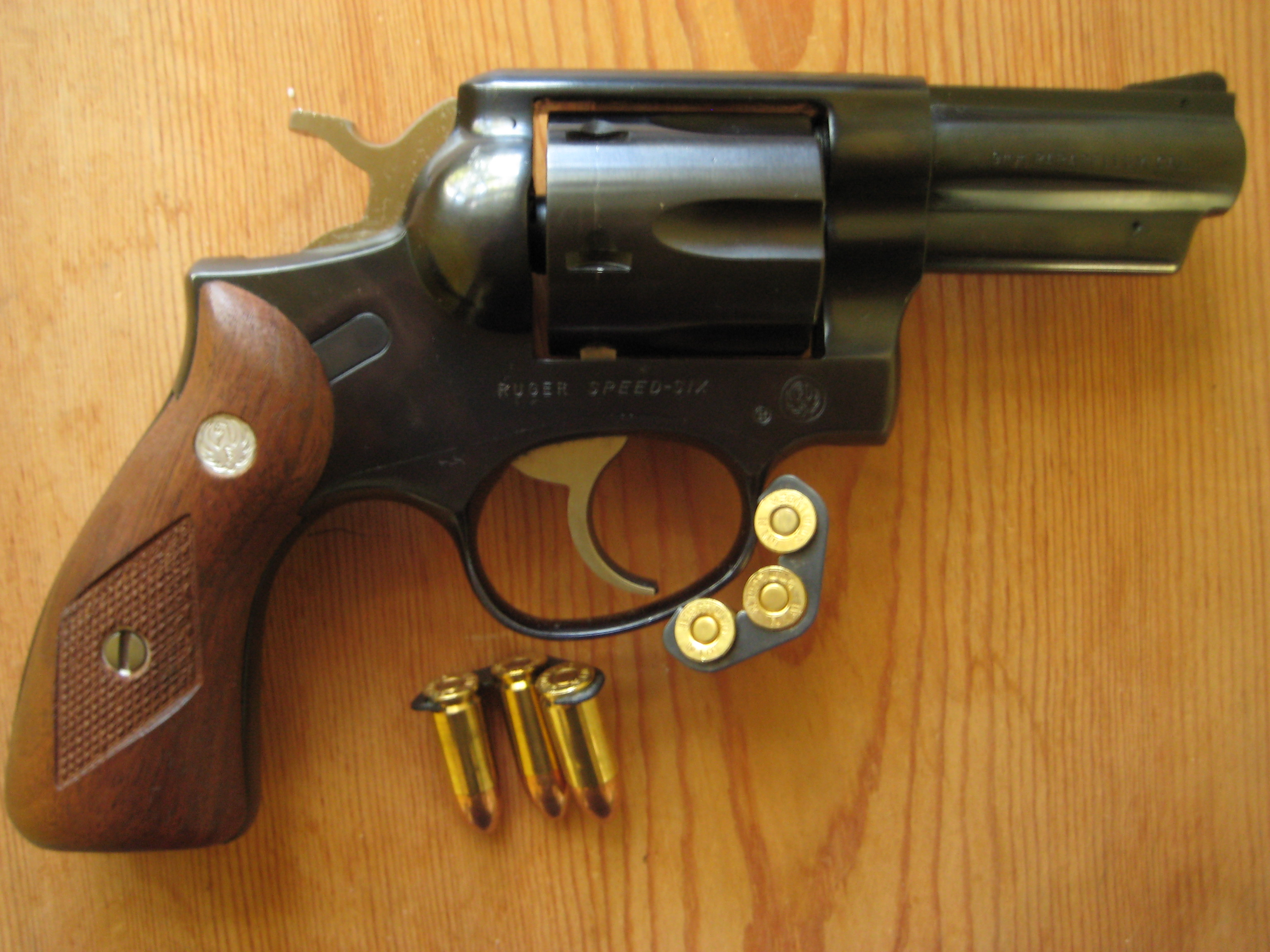
スタームルガー・セキュリティシックスとハーフムーン・クリップ